# Patrick Dunbar (2e comte de Dunbar)
Pour les articles homonymes, voir Patrick Dunbar.
Patrick II Dunbar (né vers 1185– mort en 1248), désigné comme le 5e comte de Dunbar, lord de Beanley (en), est un noble « anglo-gaël » du XIIIe siècle, et l'un des principaux personnage du règne d'Alexandre II d'Écosse.

## Biographie
Réputé être âgé de 46 ans lors de la mort de son père, Patrick II est le fils ainé de Patrick I, comte de Dunbar et d'Ada, une fille illégitime du roi Guillaume le Lion. Il succède probablement à la tête des domaines paternels peu de temps avant la mort de son père le 31 décembre 1232, car ce dernier très âgé est malade depuis déjà quelque temps.
Il renonce à ses prétentions sur une région des Marches, le bas Lauderdale, que lui disputent les moines de abbaye de Melrose, et en 1235 conjointement avec Adam, abbé de Melrose, et Gilbert, évêque
Galloway, il mène une expédition lors d'une révolte dans Galloway. Il accompagne le roi Alexandre II d'Écosse à York et il est l'un des témoins du traité conclu avec le roi Henri III d'Angleterre en 1237.
Peu après 1242, le comte de Dunbar est envoyé pour matter la rébellion du thane d'Argyll. Le comte tient ensuite le premier rang parmi les 34 barons qui garantissent le Traité de paix avec l'Angleterre de 1244. Holinshed rapporte qu'il accompagne Lindsay de Glenesk, et Alexandre Stuart de Dundonald, 4e Grand sénéchal d'Écosse à la septième croisade, où il meurt à Marseille entre mai et décembre 1248 avant d'embarquer selon la Chronique de Lanercost 

## Union et postérité
Avant 1213, il épouse une certaine Euphemia (morte en 1267 à Whittingehame),, dont les historiens anciens ont estimé qu'elle était la fille Walter Stuart, 3e Grand sénéchal d'Écosse et lord de Kyle en Ayrshire (c'est-à-direː Kyle Stewart), Strathgryfe et de l'Île de Bute
 toutefois le père d'Euphemia n'est certainement pas Walter FitzAlan. ils laissent les enfants suivants:
- Patrick III, comte de Dunbar[1].
- Isabelle de Dunbar, qui épouse Roger FitzJohn, de Warkworth, dans le Northumberland fils de John FitzRobert (il meurt avant le 22 juin 1249 en Normandie)[6],[7].